# 于尔科
于尔科（法語：Ulcot，法語發音：[ylko]）是法国德塞夫勒省的一个旧市镇，属于布雷叙尔区。2016年，于尔科与临近的5个市镇合并为新市镇阿让托奈。

## 地理
于尔科（47°1'36"N, 0°23'55"W）面积6.62 平方千米，位于法国新阿基坦大区德塞夫勒省，该省份为法国西部内陆省份，北起曼恩-卢瓦尔省，西接旺代省，南至夏朗德省和滨海夏朗德省，东临维埃纳省。
与于尔科接壤的市镇（或旧市镇、城区）包括：热讷通、塞尔赛、马赛。

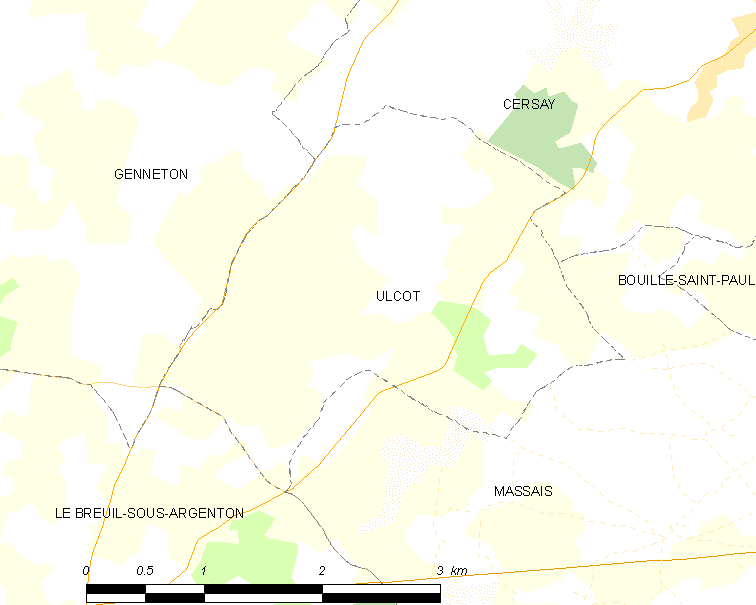
于尔科的OSM定位图

于尔科的时区为UTC+01:00、UTC+02:00（夏令时）。

## 行政
于尔科的邮政编码为79150，INSEE市镇编码为79333。

## 政治
于尔科所属的省级选区为莫莱翁县。

## 人口

1962-2008年间于尔科人口变化图示

于尔科于2018年1月1日时的人口数量为59人。